# Пероксиредоксин-2
Пероксиредоксин-2 (англ. Peroxiredoxin 2) – білок, який кодується геном PRDX2, розташованим у людей на короткому плечі 19-ї хромосоми.  Довжина поліпептидного ланцюга білка становить 198 амінокислот, а молекулярна маса — 21 892.
| 10         |  | 20         |  | 30         |  | 40         |  | 50         |
| ---------- |  | ---------- |  | ---------- |  | ---------- |  | ---------- |
| MASGNARIGK |  | PAPDFKATAV |  | VDGAFKEVKL |  | SDYKGKYVVL |  | FFYPLDFTFV |
| CPTEIIAFSN |  | RAEDFRKLGC |  | EVLGVSVDSQ |  | FTHLAWINTP |  | RKEGGLGPLN |
| IPLLADVTRR |  | LSEDYGVLKT |  | DEGIAYRGLF |  | IIDGKGVLRQ |  | ITVNDLPVGR |
| SVDEALRLVQ |  | AFQYTDEHGE |  | VCPAGWKPGS |  | DTIKPNVDDS |  | KEYFSKHN   |

A: Аланін

C: Цистеїн

D: Аспарагінова кислота

E: Глутамінова кислота

F: Фенілаланін

G: Гліцин

H: Гістидин

I: Ізолейцин

K: Лізин

L: Лейцин

M: Метіонін

N: Аспарагін

P: Пролін

Q: Глутамін

R: Аргінін

S: Серин

T: Треонін

V: Валін

W: Триптофан

Цей білок за функціями належить до оксидоредуктаз, антиоксидантів, пероксидаз. 
Локалізований у цитоплазмі.